# Tribalus scaphidiformis
Tribalus scaphidiformis är en skalbaggsart som först beskrevs av Johann Karl Wilhelm Illiger 1807.  Tribalus scaphidiformis ingår i släktet Tribalus och familjen stumpbaggar. Inga underarter finns listade i Catalogue of Life.